# Thomas Strakosha
Thomas Fotaq Strakosha (Athén, 1995. március 19. –) albán válogatott labdarúgókapus, az AÉK játékosa.

## Pályafutása

### Klubcsapatokban
2011-ben kezdte pályafutását a Panióniosz utánpótlásában, onnan szerződtette a Lazio a következő évben, 75 000 euró ellenében. Alapembere lett a Primavera-csapatnak, kulcsszerepet játszott abban, hogy a klub ifjúsági csapata megnyerte a 2012–13-as korosztályos bajnokságot.
Miután Juan Pablo Carrizo 2013 telén az Internazionaléhoz szerződött, Strakosha felkerült a felnőtt csapat keretéhez, ahol ő lett a harmadik számú hálóőr Federico Marchetti és Albano Bizzarri mögött. Tagja volt az idény végén kupagyőzelmet szerző csapatnak, és 2013. augusztus 18-án is a kispadon kapott helyet az Olasz Szuperkupa döntőjében, amelyet a rómaiak ellen a Juventus nyert meg 4–0-ra.
2013. szeptember 2-án Lazio eladta a Bizzarrit, azonban egyideűleg megvette a szintén albán Etrit Berishát a svéd Kalmartól, így Strakosha továbbra is harmadik számú választás maradt a posztján.
Igli Tare, a Lazio sportigazgatója 2014. július 11-én bejelentette, hogy a Strakosha szerződését 2019-ig meghosszabbították. 2015. május 21-én újra a kispadon kapott helyet a Juventus ellen 2–1-re elveszített kupadöntőben.
2015 júliusában kölcsönadták a másodosztályú Salernitana csapatának. 2015. augusztus 9-én debütált új csapatában és ezzel a felnőttek között, a Pisa elleni 1–0-s győzelem alkalmával, az Olasz Kupa második fordulójában. A kupa következő fordulójában több nagy védést is bemutatva segítette 1–0-s győzelemhez és újabb továbbjutáshoz a Salernitanát.
Szeptember 6-án a bajnokságban is bemutatkozott az Avellino ellen, csapata 3–1-re nyert. A kupa negyedik körében nem ő védett, és a Spezia 2–0-s győzelmével ki is ejtette csapatát a további küzdelmekből. A bajnokságban összesen tizenegyszer kapott lehetőséget.
2016 júliusában, a kölcsön lejárta után, Strakosha visszatért a Laziohoz. Marchetti sérülése és Berisha távozása után megkapta a lehetőséget, szeptember 20-án az AC Milan ellen bemutatkozhatott a klubban és az olasz élvonalban. A 2–0-s vereség ellenére teljesítményét pozitívnak ítélték a kritikusok, majd miután a következő fordulóban az Empoli elleni győzelem alkalmával megóvta kapuját a góltól, az 1982-es világbajnok olasz csapat kapusa, Dino Zoff eképp nyilatkozott: „Ugyan csupán két mérkőzést játszott, ez alapján pedig talán korai megítélni a képességeit, de mindkét találkozón jó teljesítményt nyújtott.”
2017. február 22-én szerződését 2022 nyaráig meghosszabbította a klubbal. A szezon során alapembere lett a csapatnak, 1844 percet töltött a pályán, a Lazio pedig az 5. helyen végzett a bajnokságban, emellett pedig bejutott az Olasz Kupa döntőjébe, ahol a Juventus győzte le 2–0-ra.
2017. augusztus 13-án szintén a torinói csapat ellen lépett pályára a Lazio a Szuperkupa döntőjébe, és ezúttal 3–2 arányban diadalmaskodott. Ugyancsak a Juventus ellen a bajnokságban a 97. percben kivédte Paulo Dybala büntetőjét, ezzel pedig a Lazio legyőzte bajnoki riválisát és a 3. helyre lépett előre a tabellán. Az idény végén őt választották a 2017–18-as idény legjobb kapusának.

### A válogatottban

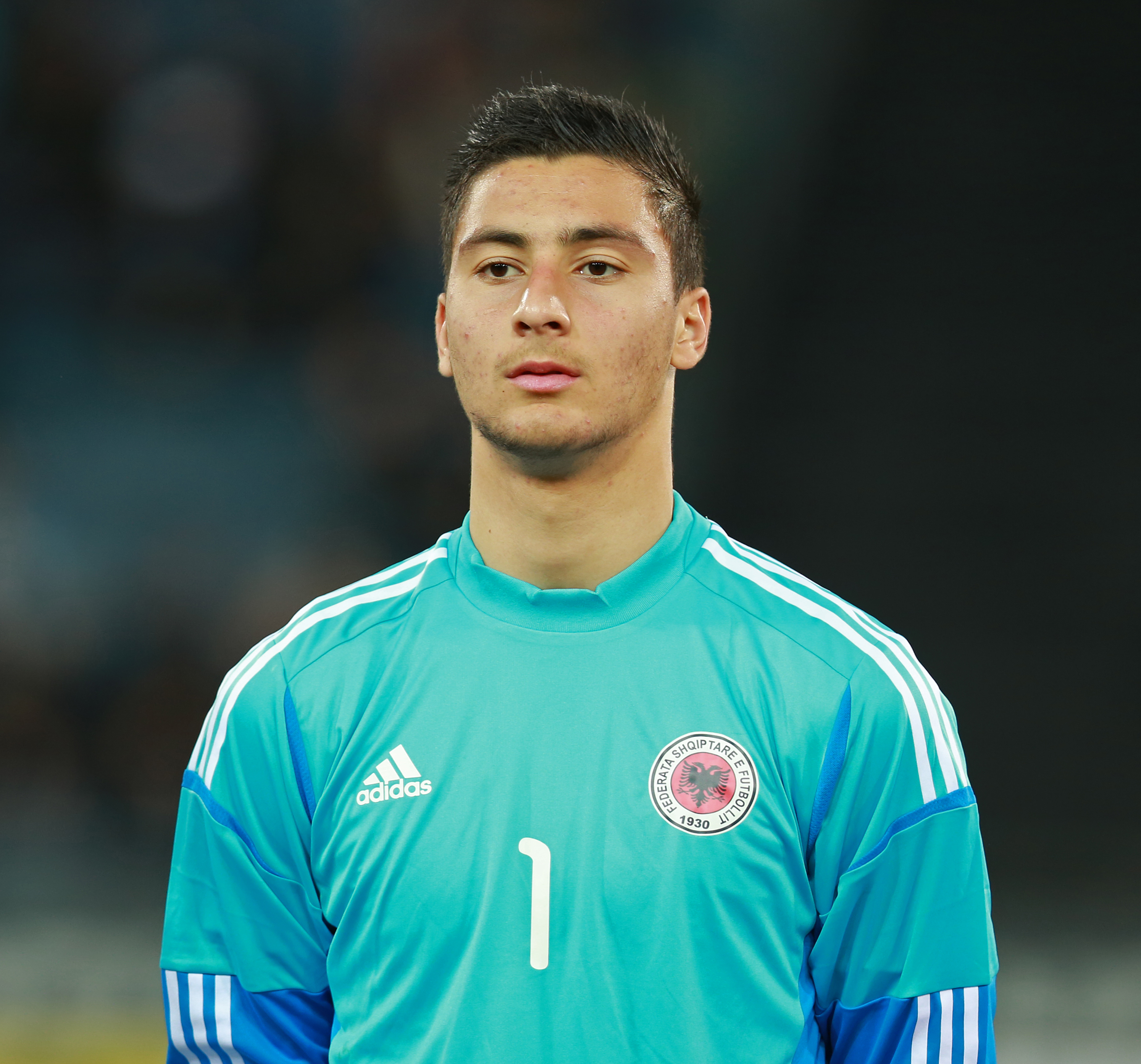
2014-ben az U21-es válogatottban

A 2013-as U19-es Európa-bajnokság selejtezői során ő volt az édesapja által edzett korosztályos csapat kapusa. Az albánok a csoport utolsó helyén zártak, annak ellenére, hogy Belgiumot 3–1-re legyőzték a csoportkör során. Az egy évvel későbbi selejtezősorozatban is ő védte a válogatott kapuját, míg az abban az időben a Juventus Primavera-csapatában játszó Entonjo Elezaj kiszorult a kezdőcsapatból. Az albánok ismét a csoport utolsó helyén zártak.
Az U20-as válogatottal részt vett a 2013-as mediterrán játékokon, de egyik mérkőzésen sem lépett pályára.
A 2015-ös U21-es Európa-bajnokság selejtezői során négy találkozón kapott lehetőséget.
Az albán felnőtt válogatottban 2016 augusztusában hívta meg először Gianni De Biasi szövetségi kapitány. A nemzeti csapatban 2017. március 24-én mutatkozott be Olaszország ellen. A mérkőzést az olasz csapat nyerte meg 2–0-ra.

## Játékstílusa
Egy 2017-es interjúban kijelentette, hogy fő példaképe édesapja, akinek technikáját játék közben is próbálja utánozni.

## Családja
Édesapja, Foto Strakosha 1990 és 2005 között 73 alkalommal védett az albán válogatottban. Thomas Athénban, Görögországban született, mivel Foto akkor ott légióskodott, az Olimbiakósz csapatában.

## Statisztika

### Klubcsapatokban
2024. augusztus 18-án frissítve.
| Klub           | Szezon         | Bajnokság      | Bajnokság | Bajnokság | Országos kupa | Országos kupa | Ligakupa | Ligakupa | Nemzetközi kupa | Nemzetközi kupa | Egyéb | Egyéb | Összesen | Összesen |
| Klub           | Szezon         | Osztály        | P.        | Gól       | P.            | Gól           | P.       | Gól      | P.              | Gól             | P.    | Gól   | P.       | Gól      |
| -------------- | -------------- | -------------- | --------- | --------- | ------------- | ------------- | -------- | -------- | --------------- | --------------- | ----- | ----- | -------- | -------- |
| Lazio          | 2014–15        | Serie A        | 0         | 0         | 0             | 0             | —        | —        | —               | —               | —     | —     | 0        | 0        |
| Lazio          | 2016–17        | Serie A        | 21        | 0         | 4             | 0             | —        | —        | —               | —               | —     | —     | 25       | 0        |
| Lazio          | 2017–18        | Serie A        | 38        | 0         | 4             | 0             | —        | —        | 10              | 0               | 1     | 0     | 53       | 0        |
| Lazio          | 2018–19        | Serie A        | 35        | 0         | 5             | 0             | —        | —        | 4               | 0               | —     | —     | 44       | 0        |
| Lazio          | 2019–20        | Serie A        | 38        | 0         | 1             | 0             | —        | —        | 4               | 0               | 1     | 0     | 44       | 0        |
| Lazio          | 2020–21        | Serie A        | 9         | 0         | 1             | 0             | —        | —        | 1               | 0               | —     | —     | 11       | 0        |
| Lazio          | 2021–22        | Serie A        | 23        | 0         | 0             | 0             | —        | —        | 8               | 0               | —     | —     | 31       | 0        |
| Lazio          | Összesen       | Összesen       | 164       | 0         | 15            | 0             | —        | —        | 27              | 0               | 2     | 0     | 208      | 0        |
| Salernitana    | 2015–16        | Serie B        | 11        | 0         | 2             | 0             |          |          | —               | —               | —     | —     | 13       | 0        |
| Brentford      | 2022–23        | Premier League | 0         | 0         | 1             | 0             | 1        | 0        | —               | —               | —     | —     | 2        | 0        |
| Brentford      | 2023–24        | Premier League | 2         | 0         | 2             | 0             | 0        | 0        | —               | —               | —     | —     | 4        | 0        |
| Brentford      | Összesen       | Összesen       | 2         | 0         | 3             | 0             | 1        | 0        | —               | —               | —     | —     | 6        | 0        |
| AÉK            | 2024–25        | Szúper Línga   | 0         | 0         | 0             | 0             | —        | —        | 3               | 0               | —     | —     | 3        | 0        |
| Karrier összes | Karrier összes | Karrier összes | 177       | 0         | 20            | 0             | 1        | 0        | 30              | 0               | 2     | 0     | 230      | 0        |

### A válogatottban
2024. június 24-én frissítve.
| Válogatott | Év       | Pályára lépés | Gól |
| ---------- | -------- | ------------- | --- |
| Albánia    | 2017     | 4             | 0   |
| Albánia    | 2018     | 4             | 0   |
| Albánia    | 2019     | 4             | 0   |
| Albánia    | 2020     | 2             | 0   |
| Albánia    | 2021     | 4             | 0   |
| Albánia    | 2022     | 3             | 0   |
| Albánia    | 2023     | 4             | 0   |
| Albánia    | 2024     | 6             | 0   |
| Összesen   | Összesen | 31            | 0   |

## Sikerei, díjai
Lazio
- Olasz Kupa-győztes: 2012–13, 2018–19
- Olasz Szuperkupa-győztes: 2017, 2019

## További információ
- Thomas Strakosha az UEFA adatbázisában (angolul)
- Thomas Strakosha adatlapja a National-Football-Teams.com oldalon (angolul)

- Thomas Strakosha, FSHF.org